# 장미란
장미란(張美蘭, 1983년 10월 9일~)은 대한민국의 역도선수 출신 교육인이자 정무직 공무원으로, 본관은 인동(仁同)이다. 현역 시절에는 원주시청과 고양시청 소속으로 활동했으며, 2004년 하계 올림픽에서 여자 최중량급 은메달, 2008년 하계 올림픽 여자 최중량급 금메달, 2012년 하계 올림픽 여자 최중량급 동메달을 획득했다. 또한 세계 선수권 대회에서 4회 우승, 아시안 게임 금메달 1개, 은메달 2개를 획득했다.
현역 은퇴 후에는 박사 학위를 취득하고 용인대학교의 체육학 교수로 정식 임용되어 교육계에서 활동하고 있으며, 2023년 7월 제13대 문화체육관광부 제2차관에 부임했다.

## 학력
- 1990 ~ 1996 : 학성초등학교 졸업
- 1996 ~ 1999 : 상지여자중학교 졸업
- 1999 ~ 2002 : 원주공업고등학교 전기과 졸업
- 2005 ~ 2010 : 고려대학교 사범대학 체육교육학 학사
- 2010 ~ 2012 : 성신여자대학교 대학원 대학원 체육학 석사
- 2012 ~ 2015 : 용인대학교 대학원 대학원 체육학 박사
- 2017 : 켄트 주립대학교 대학원(Kent State University Graduate School) 스포츠행정학 석사

## 생애
1983년 10월 9일 강원도 원주시에서 장호철과 이현자의 2녀 1남 중 맏딸로 태어났다. 출생 당시 체중이 5.9㎏였던 그녀는 상지여중 3학년 초까지 평범한 소녀로 자라났다. 학교 성적은 반에서 상위권을 유지했고, 피아노와 그림 그리기를 좋아했다. 큰 체격만큼이나 식욕이 좋아 어머니로부터 너무 많이 먹는다며 자주 구박을 들은 것 정도가 다른 점이었다고 한다.
역도를 시작한 것은 상지여중 3학년 때였다. 1998년 겨울 방학 무렵으로, 공부에 흥미를 잃고 성적이 떨어지는 바람에 시험으로 학생을 선발하는 좋은 고등학교에 갈 수 없게 되자 역도선수 출신인 아버지의 권유로 역도를 시작하게 된 것이다. 아버지의 강권으로 뒤늦게 시작한 역도였지만, 장미란은 금방 타고난 재능을 보였다. 바벨을 잡은 지 열흘 만에 출전한 강원도 내 중학생 대회에서 우승을 차지한 것이다. 이러한 결과에 고무된 그녀는 본격적으로 역도선수의 길을 걷게 되었고, 전병관의 지도를 받으며 역도를 시작한 지 4년째 되던 해인 2002년에 국가대표로 선발되었다.
장미란은 처음 태극마크를 단 2002년 부산 아시안 게임 여자 역도 최중량급(+75㎏) 은메달을 시작으로, 2004년 아테네 올림픽에서 같은 체급에서 은메달을 땄다. 이후 2005년 세계 역도 선수권 대회 여자 +75㎏급 용상과 합계 금메달, 인상에서 은메달을 획득했다. 2006년 도하 아시안 게임 여자 역도 +75kg급에서는 인상에서 139kg으로 세계 신기록을 세운 중국의 무솽솽에게 합계 4kg 차이로 밀려 은메달에 그쳤다.
장미란은 고려대학교 체육교육학과에 특수재능 보유자 체육특기자로 합격하여 2005년에 입학했다. 2007년 2월 20일에는 강원도 원주시청에서 경기도 고양시청으로 소속팀을 옮겼다. 계약금 1억 7천만 원, 연봉 1억 원 등 3년간 총 4억 7천만 원의 조건으로 계약을 맺었으며, 이는 대한민국 역도 사상 남녀 선수를 통틀어 최초의 연봉 계약이었다. 그러나 소속팀 변경 직후 옛팀이었던 원주시청이 대학생 신분으로 실업팀에 소속되어 전국체전에 참가하는 장미란의 선수자격에 대한 문제를 제기하여, 한때 부득이하게 고려대학교 자퇴를 선택하는 곡절을 겪기도 했다. 그러나 이후 장미란 선수가 인권위에 낸 진정서 등으로 대한체육회가 일명 '장미란 룰'로 불리는 규정 개정을 단행하여 고려대 학생 신분은 유지되었고, 2010년에 졸업할 수 있었다.
2008 베이징 올림픽에서 세계 신기록을 수립하며 금메달을 획득했다. 이는 대한민국 여자 역도 최초의 올림픽 금메달이다. 당시 장미란은 8월 16일 오후 베이징 항공항천 대학 체육관에서 열린 여자 +75kg급 경기에서 인상 140 kg, 용상 186 kg, 합계 326kg을 들어 올려 세계 신기록을 수립하며 우승했다. 공동 세계 랭킹 1위였던 라이벌 무솽솽은 올림픽에 불참했다.
교통사고를 당한 후 제대로 회복하지 못한 상태에서 훈련하다 허리 부상을 당해 정상적인 훈련을 제대로 하지 못한 상황임에도 불구하고 참가한 2010 광저우 아시안 게임 +75kg급에서도 금메달을 획득하면서 하계 올림픽과 아시안 게임, 세계 선수권 대회에서 모두 한 번 이상 우승하는 위업을 달성했다. 당시 경기에서 장미란은 중국의 멍수핑과 접전 끝에 311kg의 동일한 합계 중량을 기록했으며, 이에 따라 체중이 780g 더 가벼웠던 장미란이 우승을 차지했다.
2010년 2월 4일 경기도 고양시 덕양구 행신동에 개관한 국내 최초의 역도 전용 체육관은 장미란 선수의 이름을 따 ‘장미란 체육관’으로 명명되었다.
장미란은 2012년 하계 올림픽에도 출전하였으나, 여자 75kg 이상급 경기에서 인상 125kg, 용상 164kg, 합계 289kg으로 4위에 머물러 메달권에 들지는 못하였다. 하지만, 후술하는 타 선수의 도핑 적발에 따라 동메달을 승계하며 올림픽 여자 역도에서 사이클링으로 메달을 획득했다.
런던 올림픽에 참가한 이후, 장미란은 10월 대구 전국 체육 대회에서 금메달 3개를 차지하여 전국체전 10연속 3관왕 기록을 세웠다. 하지만 허리와 어깨에 부상이 찾아오고, 중국의 저우루루 등 신예 선수들이 치고 올라오는 상황이었다. 때마침 박사 과정을 밟고 있었던 장미란은 더 이상의 선수 생활 연장은 의미가 없다고 판단하여, 2013년 1월 10일에 현역 은퇴를 선언했다.
2012년 7월 28일 런던 올림픽에서 채취한 소변, 혈액 샘플을 재조사한 결과 11명에게서 금지 약물 성분이 검출되었고, 이 중 런던 올림픽 당시 여자 역도 최중량급(75kg)에서 동메달을 땄던 아르메니아의 흐리프시메 쿠르슈댠이 포함되면서 당시 이 체급에서 인상 125kg, 용상 164kg, 합계 289kg으로 4위를 했던 장미란이 동메달을 받게 되었다.
장미란이 은퇴한 후 대한민국 여자 역도계는 한동안 침체기를 겪다가, 최중량급에서 박혜정이 2022 항저우 아시안 게임 금메달과 2024 파리 올림픽 은메달을 획득하며 장미란의 계보를 잇게 됐다.
은퇴하기 전에는 비인기 종목의 육성을 위해 본인의 이름을 딴 "장미란재단"을 설립했다. 훗날 2024년 하계 올림픽 유도 +100kg급 은메달리스트 및 유도 혼성단체전 동메달리스트가 되는 유도선수 김민종 등이 장미란재단의 장학생으로 선정되었다.
은퇴 후에는 지도자로 나서지 않고 장미란재단 운영에 전념했으며, 2012년부터 용인대학교에서 박사 과정에 들어갔다.
2015년 2월 26일 용인대학교 대학원에서 박사 학위를 취득한 후, 2016년에 용인대학교 체육학과 교수로 정식 임용됐다. 교수 임용 첫 해에 1년 동안 강단에 선 후 2017년에 잠시 휴직하고 미국으로 건너가 오하이오주 켄트주립대학교에서 석사 과정을 한 번 더 거쳤으며, 2021년에 복직했다.
2023년 7월 3일 문화체육관광부 제2차관으로 임명되었다.

## 주요 성적
| 연도                    | 장소                       | 무게   | 인상 (kg) | 인상 (kg) | 인상 (kg) | 인상 (kg) | 용상 (kg) | 용상 (kg) | 용상 (kg) | 용상 (kg) | 총합   | 순위   |
| 연도                    | 장소                       | 무게   | 1         | 2         | 3         | 순위      | 1         | 2         | 3         | 순위      | 총합   | 순위   |
| 올림픽                  | 올림픽                     | 올림픽 | 올림픽    | 올림픽    | 올림픽    | 올림픽    | 올림픽    | 올림픽    | 올림픽    | 올림픽    | 올림픽 | 올림픽 |
| ----------------------- | -------------------------- | ------ | --------- | --------- | --------- | --------- | --------- | --------- | --------- | --------- | ------ | ------ |
| 2004                    | 그리스 아테네              | +75 kg | 125       | 130       | 132.5     | 2         | 165       | 170       | 172.5     | 2         | 302.5  | 2      |
| 2008                    | 중화인민공화국 베이징      | +75 kg | 130       | 136       | 140       | 1         | 175       | 183       | 186       | 1         | 326    | 1      |
| 2012                    | 영국 런던                  | +75 kg | 120       | 125       | 129       | 4         | 158       | 164       | 170       | 3         | 289    | 3      |
| 세계 선수권 대회        |                            |        |           |           |           |           |           |           |           |           |        |        |
| 2003                    | 캐나다 밴쿠버              | +75 kg | 115       | 115       | 120       | 10        | 152.5     | 157.5     | 165       | 3         | 272.5  | 5      |
| 2005                    | 카타르 도하                | +75 kg | 125       | 128       | 130       | 2         | 162       | 172       | 178       | 1         | 300    | 1      |
| 2006                    | 도미니카 공화국 산토도밍고 | +75 kg | 130       | 130       | 135       | 2         | 170       | 175       | 179       | 1         | 314    | 1      |
| 2007                    | 태국 치앙마이              | +75 kg | 130       | 135       | 138       | 1         | 171       | 178       | 181       | 1         | 319    | 1      |
| 2009                    | 대한민국 고양              | +75 kg | 131       | 131       | 136       | 2         | 174       | 174       | 187       | 1         | 323    | 1      |
| 2010                    | 튀르키예 안탈리아          | +75 kg | 125       | 130       | 130       | 3         | 167       | 176       | 179       | 2         | 309    | 3      |
| 아시안 게임             |                            |        |           |           |           |           |           |           |           |           |        |        |
| 2002                    | 대한민국 부산              | +75 kg | 110       | 115       | 117.5     | 2         | 140       | 145       | 155       | 2         | 272.5  | 2      |
| 2006                    | 카타르 도하                | +75 kg | 130       | 135       | 139       | 2         | 171       | 178       | 182       | 1         | 313    | 2      |
| 2010                    | 중화인민공화국 광저우      | +75 kg | 130       | 130       | 134       | 3         | 175       | 181       | 188       | 1         | 311    | 1      |
| 아시아 선수권 대회      |                            |        |           |           |           |           |           |           |           |           |        |        |
| 2012                    | 대한민국 평택              | +75 kg | 116       | 120       | 125       | 1         | 155       | 165       | 165       | 1         | 290    | 1      |
| 세계 주니어 선수권 대회 |                            |        |           |           |           |           |           |           |           |           |        |        |
| 2001                    | 그리스 테살로니키          | +75 kg | 105       | 105       | 110       | 3         | 140       | 145       | 145       | 3         | 250    | 3      |

## 명예 서훈
- 2005년 : 대통령상

- 2009년 :  체육훈장 청룡장